# Emelie Schepp
Emelie Schepp (ur. 5 września 1979 w Motali) – szwedzka pisarka kryminałów. Akcja jej książek dzieje się w Norrköping, gdzie autorka przez wiele lat mieszkała wraz z rodziną.
Schepp pracowała w przeszłości jako koordynatorka projektów w branży reklamowej. Później zajęła się wyłącznie pisarstwem.

## Twórczość
Zadebiutowała w roku 2013 wydaną własnym nakładem powieścią kryminalną Naznaczeni na zawsze, która sprzedała się w 40 000 egzemplarzach w przeciągu 6 miesięcy. Podpisała umowę na trzy książki z wydawnictwem Wahlström & Widstrand, które jesienią 2014 ponownie wydało Naznaczonych na zawsze. Jest to pierwsza część serii o prokurator Janie Berzelius.
Od tego czasu napisała jeszcze dwie książki w tej serii. Prawa do książek sprzedano do ponad 30 krajów. Stały się one światowymi bestsellerami i zyskały licznych czytelników. Schepp była nominowana do nagrody Årets deckarförfattare w latach 2016 i 2017.
Naznaczeni na zawsze, Biały trop, Primum non nocere i Pappas pojke zostały nominowane do nagrody Stora Ljudbokspriset. W sierpniu 2017 wydawnictwo HarperCollins wydało w Szwecji  czwartą książkę z serii Pappas pojke. Książki sprzedały się w ponad milionie egzemplarzy.

## Publikacje

### Seria o Janie Berzelius
- 2014: Märkta för livet (Naznaczeni na zawsze[4], przeł. Magdalena Landowska, Poznań 2015)
- 2015: Vita Spår (Biały trop[5], przeł. M. Landowska, Poznań 2016)
- 2016: Prio ett (Primum non nocere[6], przeł. M. Landowska, Poznań 2018)
- 2017:  Pappas pojke (W imię syna, przeł. Anna Kicka, Wydawnictwo Sonia Draga 2023, ISBN 978-83-8230-527-2)
- 2019:  Broder Jakob (Brat, przeł. Anna Kicka, Wydawnictwo Sonia Draga 2023, ISBN 978-83-8230-610-1)

## Nagrody i wyróżnienia
- 2015: Naznaczeni na zawsze nominowani do nagrody Stora Ljudbokspriset w kategorii kryminał (czytane przez Katarinę Ewerlöf)[7]
- 2016: Biały trop nominowany do nagrody Stora Ljudbokspriset w kategorii kryminał (czytane przez Katarinę Ewerlöf)[8]
- 2016: Schepp wygrała nagrodę Årets deckarförfattare w kategorii nagroda czytelników podczas Crimetime Gotland, corocznego międzynarodowego festiwalu kryminałów na Gotlandii[9]
- 2017: Primum non nocere nominowane do nagrody Stora Ljudbokspriset w kategorii kryminał (czytane przez Katarinę Ewerlöf)[10]
- 2018: Pappas pojke nominowany do nagrody Stora Ljudbokspriset w kategorii kryminał (czytane przez Gunillę Leining)[10]